# Liste von Telenovelas
Dies ist eine (unvollständige) Liste von Telenovelas, die im Fernsehen ausgestrahlt werden oder wurden:

## Deutschsprachige Telenovelas
| Titel                               | Episoden | Sender (D)           | Sender (Ö) | Sender (CH) | Erstausstrahlungsdatum (D)                                                                        | Erstausstrahlungsdatum (Ö)                                                             | Erstausstrahlungsdatum (CH)                                                                |
| ----------------------------------- | -------- | -------------------- | ---------- | ----------- | ------------------------------------------------------------------------------------------------- | -------------------------------------------------------------------------------------- | ------------------------------------------------------------------------------------------ |
| Aktuelle Telenovelas                |          |                      |            |             |                                                                                                   |                                                                                        |                                                                                            |
| Sturm der Liebe                     | 3400+    | Das Erste            | ORF 2      | SF2 TV24    | seit 26. September 2005                                                                           | seit 21. Juli 2006                                                                     | SF2 (1–313): 30. Aug. 2010 – 22. Dez. 2011 TV24 (2196–2201): 07. Apr. 2015 – 13. Apr. 2015 |
| Rote Rosen                          | 3100+    | Das Erste            | ORF 2      | SRF 1       | seit 6. November 2006                                                                             | 31. Mai 2007 – 15. Dez. 2007 (1–100)                                                   | 06. Nov. 2006 – 21. Sep. 2007 (1–200)                                                      |
| Frühere Telenovelas                 |          |                      |            |             |                                                                                                   |                                                                                        |                                                                                            |
| Bianca – Wege zum Glück             | 224      | ZDF                  | ORF 2      | SF 2        | 01. Nov. 2004 – 05. Okt. 2005                                                                     | 01. Nov. 2004 – 05. Sep. 2005                                                          | 01. Nov. 2004 – 05. Sep. 2005                                                              |
| Verliebt in Berlin                  | 645      | Sat.1                | Puls 4     | Puls 8      | 28. Feb. 2005 – 12. Okt. 2007                                                                     | 29. Jan. 2008 – 09. Jan. 2009 (1–247)                                                  | 09. Okt. 2015 – 01. Sep. 2017 (1–495)                                                      |
| Wege zum Glück                      | 789      | ZDF                  | ORF 2      | SF 1        | 06. Okt. 2005 – 24. Feb. 2009                                                                     | 06. Okt. 2005 – 24. Feb. 2009                                                          | 06. Okt. 2005 – 24. Feb. 2009                                                              |
| Sophie – Braut wider Willen         | 65       | Das Erste            | ATVplus    | –           | 08. Nov. 2005 – 09. März 2006                                                                     | 08. Nov. 2005 – 05. Feb. 2006 (1–51)                                                   | –                                                                                          |
| Tessa – Leben für die Liebe         | 125      | ZDF                  | ORF 2      | SF 1        | 16. Jan. 2006 – 17. Aug. 2006                                                                     | 16. Jan. 2006 – 20. Juli 2006                                                          | 16. Jan. 2006 – 17. Aug. 2006                                                              |
| Lotta in Love                       | 130      | ProSieben            | Puls 4     | Puls 8      | 27. März 2006 – 12. Aug. 2007                                                                     | 06. Sep. 2008 – 18. Apr. 2009                                                          | 09. Okt. 2015 – 09. Apr. 2016                                                              |
| Das Geheimnis meines Vaters         | 49       | Das Erste            | –          | Star TV     | 15. Aug. 2006 – 10. Nov. 2006                                                                     | –                                                                                      | 2013                                                                                       |
| Schmetterlinge im Bauch             | 123      | Sat.1                | Puls 4     | Puls 8      | 21. Aug. 2006 – 10. Feb. 2007                                                                     | 02. Feb. 2008 – 31. Aug. 2008                                                          | 01. Aug. 2016 – 18. Feb. 2017                                                              |
| Alisa / Hanna – Folge deinem Herzen | 370      | ZDF                  | ORF 2      | SF 1        | 02. März 2009 – 17. Sep. 2010                                                                     | 02. März 2009 – 17. Sep. 2010                                                          | 02. März 2009 – 17. Sep. 2010                                                              |
| Hand aufs Herz                      | 234      | Sat.1 sixx           | ORF 1      | Puls 8      | Sat.1: 04. Okt. 2010 – 05. Aug. 2011 sixx: 08. Aug. 2011 – 02. Sep. 2011                          | 04. Okt. 2010 – 05. Sep. 2011                                                          | 11. Apr. 2016 – 03. März 2017                                                              |
| Lena – Liebe meines Lebens          | 180      | ZDF                  | ORF 2      | SF 1        | 20. Sep. 2010 – 21. Juni 2011                                                                     | 20. Sep. 2010 – 21. Juni 2011                                                          | 20. Sep. 2010 – 21. Juni 2011                                                              |
| Anna und die Liebe                  | 926      | Sat.1 sixx           | ORF 1      | Puls 8      | Sat.1 (1–872): 25. Aug. 2008 – 27. Jan. 2012 sixx (873–926): 30. Jan. 2012 – 13. Apr. 2012        | 25. Aug. 2008 – 13. Apr. 2012                                                          | 25. Apr. 2016 – 01. Sep. 2017 (1–355)                                                      |
| Wege zum Glück – Spuren im Sand     | 99       | ZDF                  | –          | –           | 07. Mai 2012 – 28. Juni 2012                                                                      | –                                                                                      | –                                                                                          |
| Mila                                | 75       | Sat.1 Sat.1 emotions | Puls 4 ATV | Puls 8      | Sat.1 (1–10): 07. Sep. 2015 – 18. Sep. 2015 Sat.1 emotions (11–75): 20. Sep. 2015 – 13. Dez. 2015 | Puls 4 (1–31): 07. Sep. 2015 – 16. Okt. 2015 ATV (31–75): 12. Mai 2018 – 14. Okt. 2018 | 18. Jan. 2020 – 10. Okt. 2020                                                              |

## Andere Telenovelas (Auswahl)
| Titel               | Episoden          | Sender                          | Sprache (Land)                               | Erstausstrahlungsdatum               | Erstausstrahlungsdatum (D)        |
| ------------------- | ----------------- | ------------------------------- | -------------------------------------------- | ------------------------------------ | --------------------------------- |
| eingestellt         |                   |                                 |                                              |                                      |                                   |
| Bednaja             | spanisch (Mexiko) | 13. Oktober 1986 – 22. Mai 1987 | 21. August 1991 – 3. Januar 1992 auf RTLplus |                                      |                                   |
| O Clone             | 221               | Rede Globo                      | portugiesisch (Brasilien)                    | 1. Oktober 2001 – 14. Juni 2002      | –                                 |
| Elisa di Rivombrosa | 52                | Canale 5                        | italienisch (Italien)                        | 17. Dezember 2003 – 1. Dezember 2005 | 5. Februar – 13. Mai 2008 auf NDR |
| Larin izbor         | 347               | Nova TV                         | kroatisch (Kroatien)                         | 4. September 2011 – 3. Juli 2013     | –                                 |
| Para vestir santos  | 36                | El Trece                        | argentinisch (Argentinien)                   | 21. April – 22. Dezember 2010        | –                                 |